# Pardosa proxima
Pardosa proxima là một loài nhện trong họ Lycosidae.
Loài này thuộc chi Pardosa. De veldwolfspin được Carl Ludwig Koch miêu tả năm 1847.

## Hình ảnh

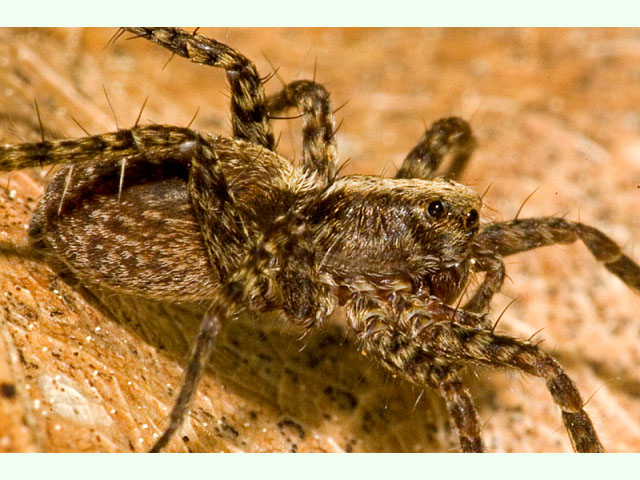